# معركة أصفهان
معركة أصفهان هي حرب نشبت بين قوات الخلافة الراشدة وقوات الإمبراطورية الساسانية عام 21 هـ الموافق 642م، انتصر فيها جيش المسلمين.